# حارة المجمع الطبي (ذمار)

تعديل مصدري - تعديل

حارة المجمع الطبي هي إحدى حارات مدينة ذمار التابعة لمحافظة ذمار، بلغ تعداد سكانها 2,523 نسمة حسب تعداد اليمن لعام 2004.